# Mount Dowling
Mount Dowling ist ein kleiner Berg auf der Thurston-Insel vor der Eights-Küste des westantarktischen Ellsworthlands. Er ragt 21 km östlich des Von der Wall Point an der Südküste der Insel auf.
Der United States Geological Survey kartierte ihn anhand eigener Vermessungen und Luftaufnahmen der United States Navy aus den Jahren von 1960 bis 1966. Das Advisory Committee on Antarctic Names benannte ihn 1968 nach Forrest L. Dowling (* 1934), Geophysiker auf der Byrd-Station zwischen 1960 und 1961.